# Uli Jason Ulbrich
Uli Jason Ulbrich (* 1982) ist ein ehemaliger deutscher Footballspieler.

## Laufbahn
Ulbrich, ein 1,81 Meter großer Verteidigungsspieler, stand zwischen 2003 und 2011 im Mannschaftsaufgebot der Braunschweig Lions in der GFL. In den Jahren 2005, 2006, 2007 und 2008 wurde er mit der Mannschaft deutscher Meister sowie 2003 Eurobowl-Sieger. 2003 und 2004 stand er mit Braunschweig ebenfalls im Endspiel um die deutsche Meisterschaft, verlor mit den Löwen aber gegen Hamburg beziehungsweise Berlin. Zurzeit arbeitet Ulbrich als Produzent bei einem Frankfurter Filmunternehmen.